# Gare de Haarlem
La gare de Haarlem (en néerlandais : Station Haarlem) est la principale gare ferroviaire du chef-lieu de la province néerlandaise de Hollande-Septentrionale, Haarlem. En 2018, elle accueille un peu plus de 42 000 passagers par jour, pour une moyenne annuelle de 15,3 millions.

## Histoire
Le premier train à entrer dans cette gare est un train de la Compagnie du chemin de fer de Hollande (Hollandsche Ijzeren Spoorweg-Maatschappij) au départ d'Amsterdam le 20 septembre 1839,.  
L'emplacement actuel de la gare dans le centre-ville existe depuis 1841. L'actuel bâtiment voyageurs est construit de 1906 à 1908. Il s'agit d'un plan de l'architecte Dirk Margadant.

## Desserte
La gare est desservie par les trains grandes lignes de la société des chemins de fer néerlandais, les Nederlandse Spoorwegen (NS). Ces grandes lignes relient les grandes villes des Pays-Bas telles qu'Amsterdam et Rotterdam. Ces lignes fournissent également des services de transport ferroviaire vers La Haye (HS et CS) et vers Alkmaar et Hoorn en Le Centre de la province.

## Correspondances
La gare est un nœud important du réseau de transport en commun. Elle est le terminus des bus venant de l'aéroport d'Amsterdam-Schiphol, d'Amstelveen et d'Haarlemmermeer.

## Galerie

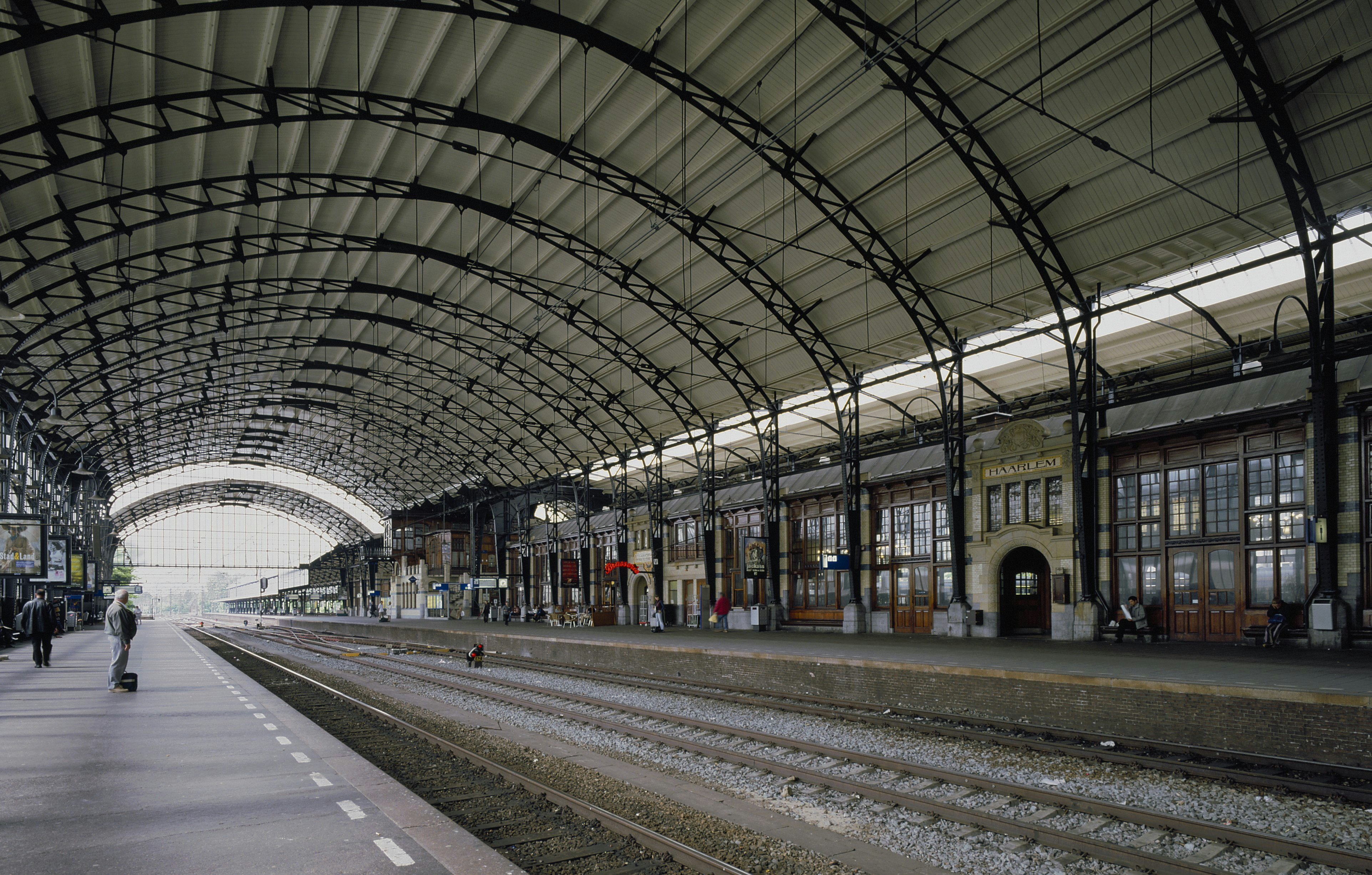
Intérieur de la gare.
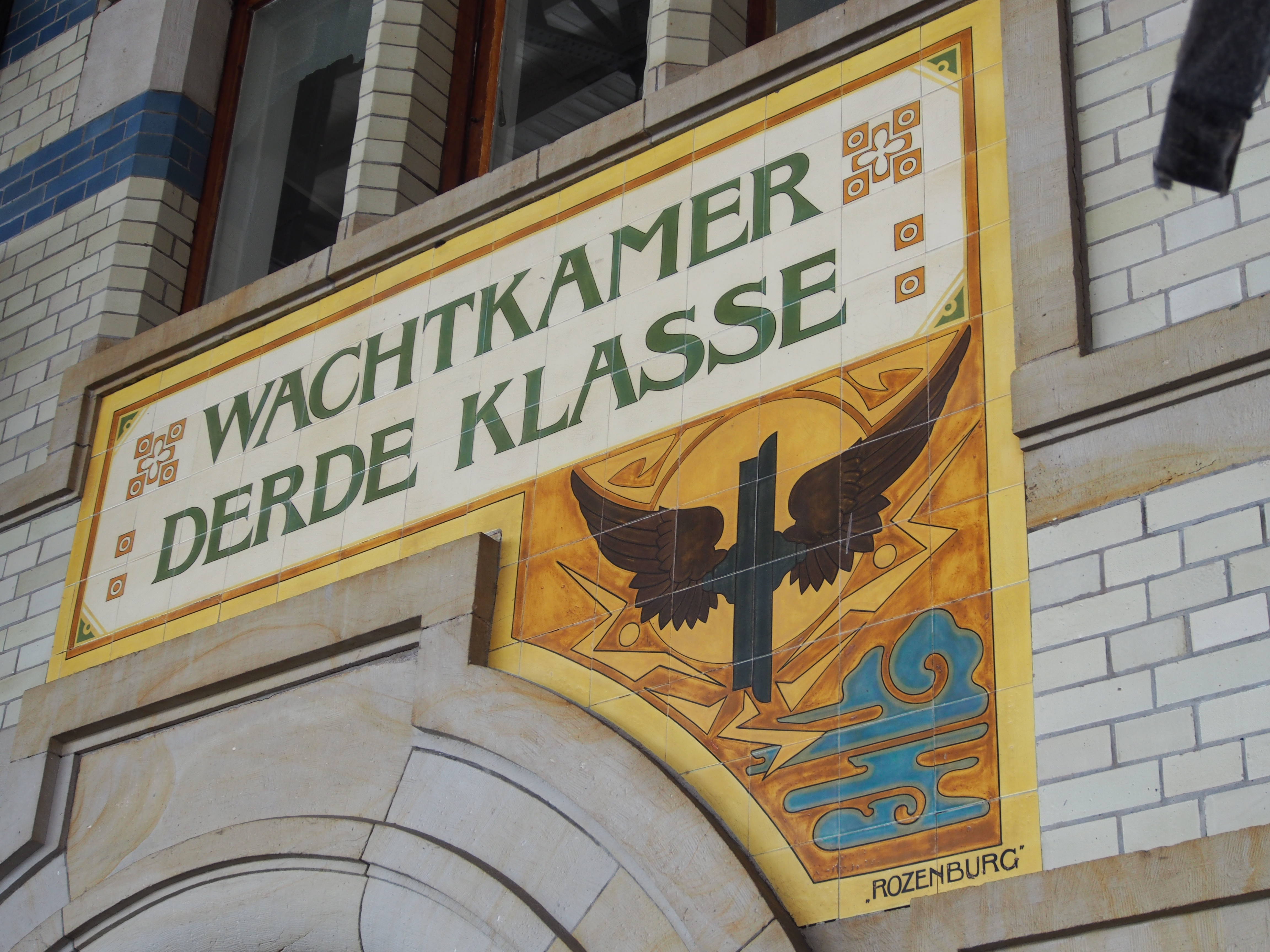
Tableau de la salle d'attente de l'ancienne 3e classe.
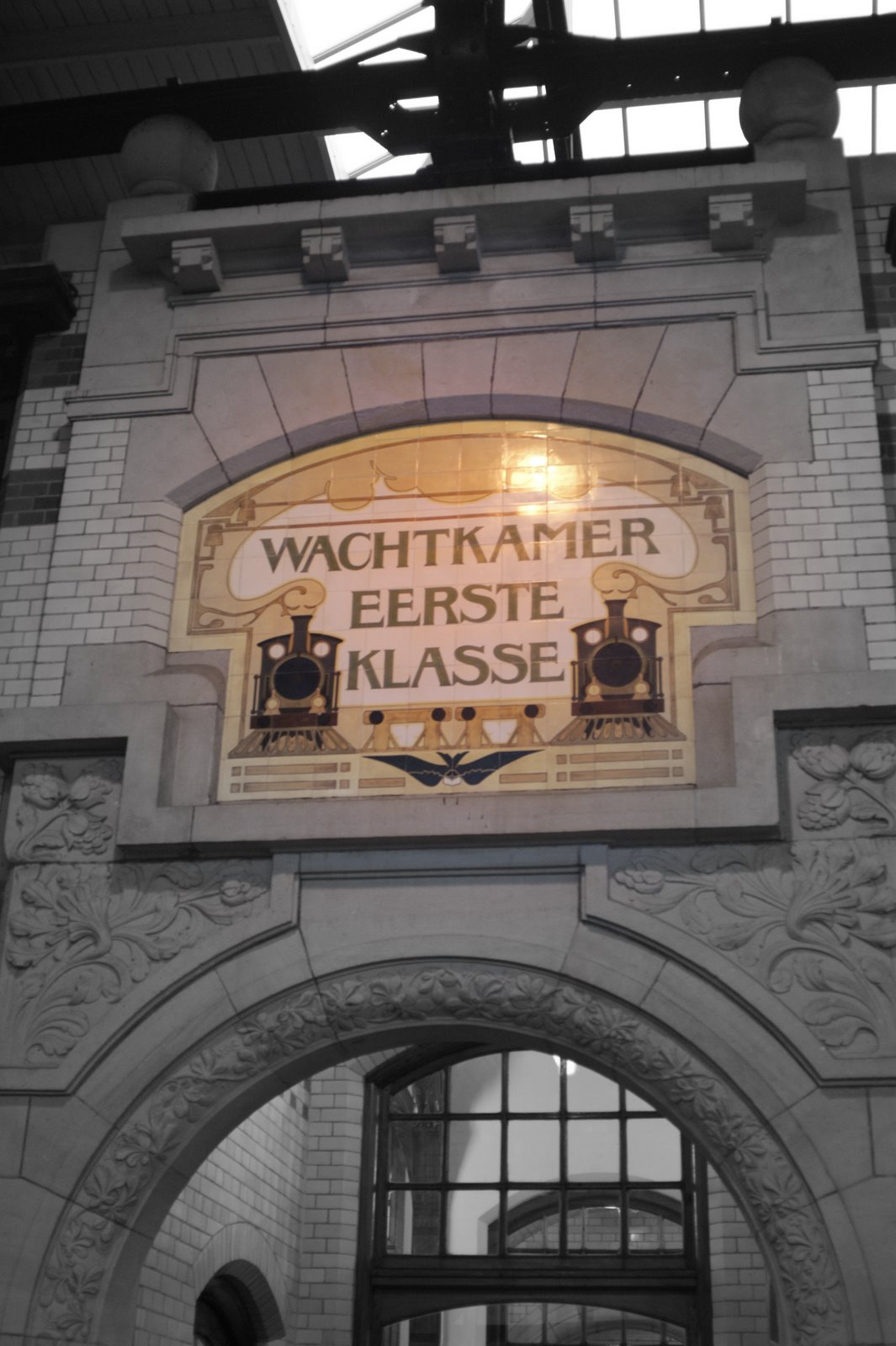
Tableau de la salle d'attente de l'ancienne 1re classe.
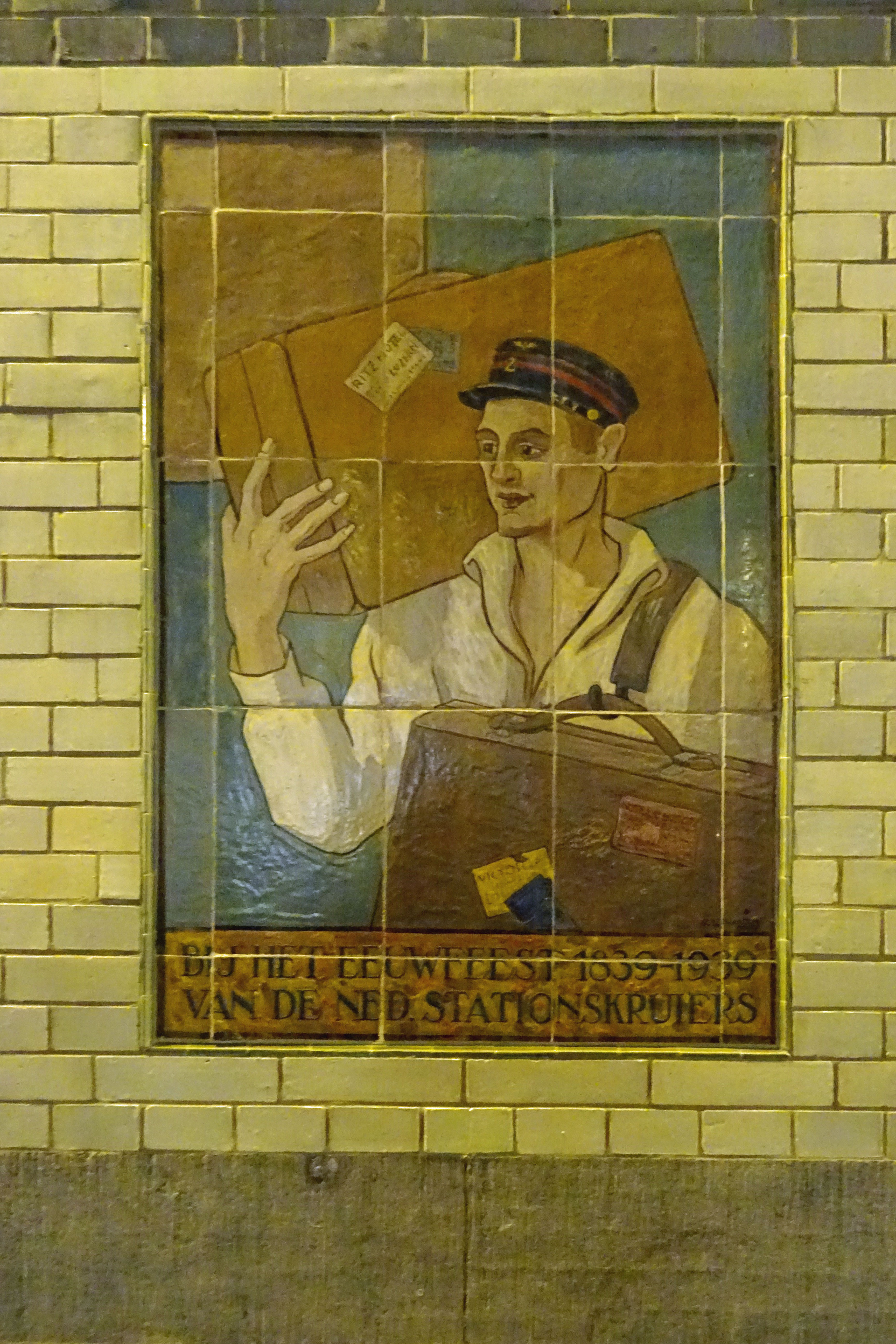
Tableau.
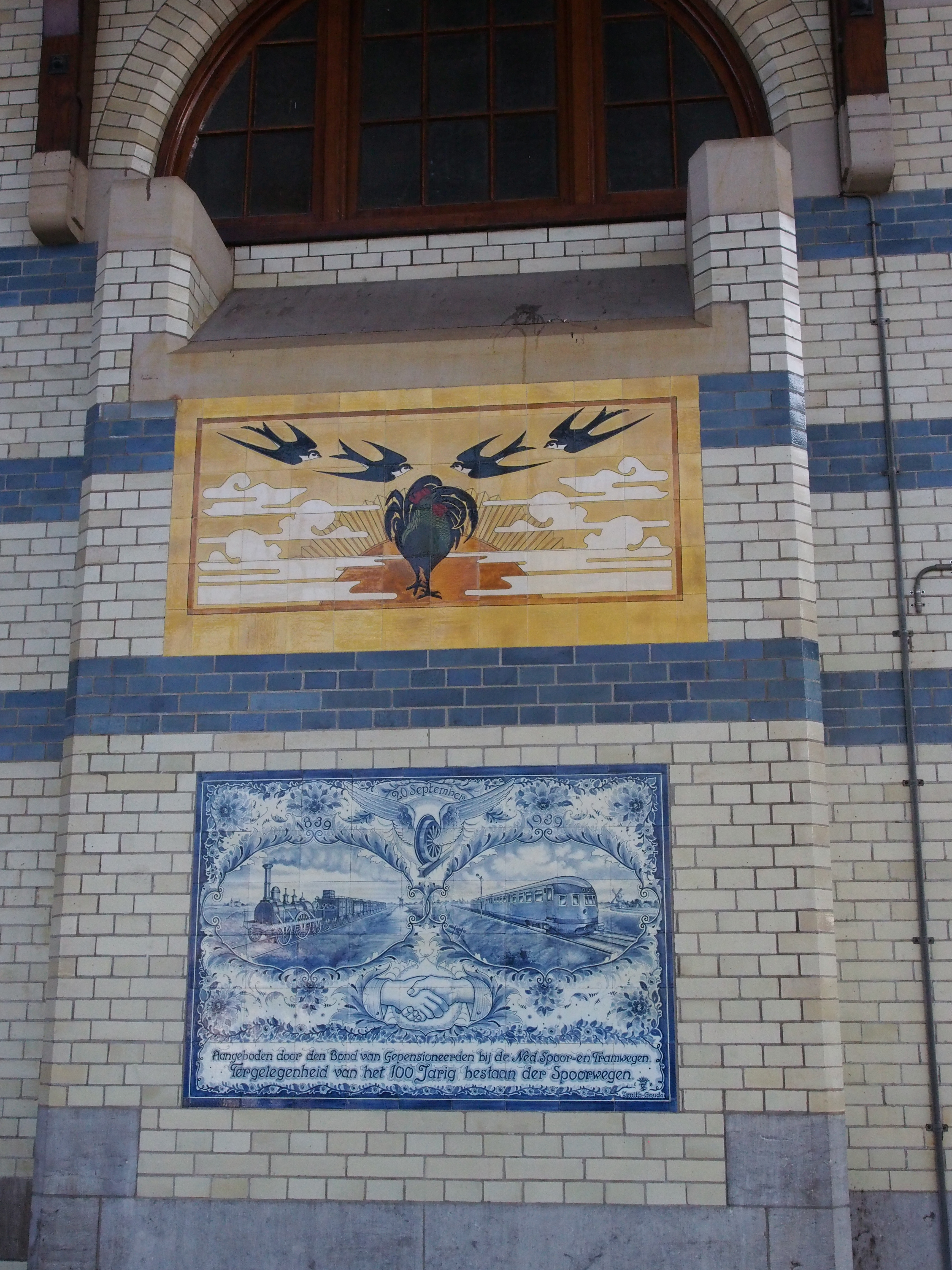
Deux tableaux